# Bustinza
Bustinza is een plaats in het Argentijnse bestuurlijke gebied Iriondo in de provincie Santa Fe. De plaats telt 1.600 inwoners.